# Francisca de Toledo y Osorio
Francisca de Toledo y Osorio, también llamada Francisca María de Toledo Osorio Feijo de Novoa y Leiva (o Leyva), (n. antes de 1617-¿?) fue la I marquesa de Montalbo, título nobiliario creado a su favor por el rey Felipe IV de España, el 23 de marzo de 1630, así como II marquesa de Belvís, título heredado de su madre.
Francisca era hija del I marqués de Mancera y virrey del Perú, Pedro de Toledo y Leiva y de su primera esposa Luisa Feijoo de Novoa y Zamudio, I marquesa de Belvís.
Casó en primeras nupcias con Manuel de Guzmán, del Consejo de Guerra del rey Felipe IV, hijo de Gonzalo Núñez de Guzmán señor de la Casa de Guzmán, y de su esposa Mariana de Guzmán y hermano Gabriel Núñez de Guzmán, I marqués de Toral, de quien no hubo descendencia, y en segundas nupcias con Diego Sarmiento Acuña y Sotomayor, II conde de Gondomar, gobernador perpetuo de Bayona y caballero de la Orden de Santiago, hijo de Diego Sarmiento de Acuña, II señor y I conde de Gondomar, y de su segunda esposa, Constanza de Acuña y Avellaneda. De este segundo matrimonio nacieron siete hijos, entre ellos, el III conde de Gondomar.